# Hørve (plaats)
Hørve is een plaats in de Deense regio Seeland, gemeente Odsherred. De plaats telt 2416 inwoners (2008).
- Virtual International Authority File: 239640780